# Hubert Pilčík
Hubert Pilčík (14. října 1891 Nový Hrozenkov – 9. září 1951 Plzeň) byl český sériový vrah. Své vraždy páchal v letech 1948–1951. Celkem byl usvědčen z pěti vražd, ale obětí bylo pravděpodobně více. Celkový počet je neznámý, ale předpokládá se, že zavraždil až 10 lidí. Je možné, že je Pilčík vrahem s největším počtem obětí v Československu.

## Životopis
Pilčík pracoval u Škodových závodů v Plzni jako zámečník. Oženil se s o 11 let mladší Antonií. Toto manželství zůstalo bezdětné. Bydleli v rodinném domě v Senci, kde měl velmi dobrou pověst. Byl známý jako bylinkář a milovník přírody. Tvrdil o sobě, že přežil potopení Titanicu. Pilčík si přivydělával jako převaděč přes státní hranici do Německa. Kromě převaděčství také prokazatelně loupil v domech sousedů, na což se přišlo až po jeho zadržení. Doma měl malý zbrojní arzenál, do nějž patřil anglický samopal Sten, rakouská pistole značky Roth-Steyr ráže 8 mm, československá pistole CZ ráže 7,65 mm, anglický revolver, německý výsadkářský nůž s vysouvací čepelí a obušek s kovovým jádrem.

## Zločiny
Jedněmi z těch, které měl převést, byl i Emanuel Balley a jeho dcera Renata. Renata se s Pilčíkem seznámila ve svém fotoateliéru, který před znárodněním provozovala. Zřejmě ho jako převaděče také doporučila několika svým klientům. Poté, co o ateliér přišla, odstěhovala se nedaleko Sence. Nakonec i ona sama Pilčíka požádala o převedení. Společně s ní měli do německé obce Großkonreuth přejít i její otec Emanuel a neteř Daniela (či Dagmar). Pilčík Balleye 6. března 1951 odvedl do hájenky Lipovka, odkud ho měl jeho spolupracovník odvézt k 60 km vzdálené hranici. Tam ho omráčil úderem obuškem do zátylku, polil motorovým olejem a zapálil. Při pitvě byly v žilách nalezeny stopy po varu krve, což prokázalo, že Balley uhořel zaživa. Renatu Balleyovou později v lese omráčil pytlíkem s pískem, uškrtil provazem a poté zahrabal v pískovně. Zde ji 20. července nalezly děti, které šly nasbírat písek k drhnutí špinavých hrnců. K identifikaci posloužil stomatologický nález, se kterým policie obcházela dentisty v Plzni. Jeden z nich označil netradiční „acolitovou inlay“ za svou práci a vyhledal jméno pacientky. Její neteř věznil Pilčík připoutanou k dřevěné desce v kozím chlívku. Zde ji pohlavně zneužíval a mučil. Aby utlumil její křik, dával jí na hlavu bednu s dvojitými stěnami vyplněnými hadry. Nutil ji psát dopisy, které měly přesvědčit jejich příbuzné, že Emanuela a Renatu převedl a jí dostal dočasně do opatrovnictví. Podvyživenou Danielu vidělo i několik sousedů, protože ji Pilčík někdy v nepřítomnosti ženy pouštěl ven.

### Dopadení
Vyšetřovatelé v souvislosti se smrtí Renaty Balleyové vyslechli jejího přítele, který jim řekl, že poté, co zmizela, navštívil její tetu v Plzni a ta mu prozradila, že Renata se svým otcem úspěšně překročila hranici do Západního Německa. Tato příbuzná nejdříve odmítala spolupracovat, protože se domnívala, že policie vyšetřuje ilegální přechod přes hranice. Poté, co se dozvěděla, že se našla těla jejích příbuzných, dala vyšetřovatelům Pilčíkovu adresu. Sama ho znala pouze pod přezdívkou Strýček. Dne 6. září byla celá čtvrť zajištěna a dva policisté pod záminkou výměny elektrických hodin vstoupili do domu a Pilčíka zatkli. Policie u něj nalezla spoustu osobních předmětů a dokladů. Po jejich vyhodnocení bylo určeno, že Pilčík zabil kromě Balleyových minimálně další tři lidi. Danielu policisté našli při prohlídce nedalekého lesa živou, avšak ve špatném fyzickém i psychickém stavu. Vypověděla o věznění i mučení, kterého se na ní dopustil.
Dalšími zavražděnými byli inženýr Lubomír Krauz a jeho manželka Eva. Tělo Evy bylo objeveno ve vyhořelé hájence Stoh nedaleko Mariánských lázní. Kufry s jejich věcmi se našly při prohlídce Pilčíkova domu. Poslední známou obětí byl plzeňský obchodník Jan Hůrka, kterého u sebe Pilčík na několik týdnů ubytoval. Jeho osobní průkaz a umělý chrup byly také nalezeny mezi věcmi v domě. Pilčík se k jeho vraždě přiznal s tím, že dokud se nenajde tělo, stejně nebude odsouzen. Zajímavostí je, že Hůrka se o útěk pokusil společně se svým přítelem a jmenovcem Janem Hůrkou, kterého Pilčík skutečně převedl. Na rozdíl od zavražděného Hůrky byl totiž nemajetný a nebylo ho o co okrást.
Pilčík byl obviněn z pětinásobné vraždy, všeobecného ohrožení, napomáhání nelegálnímu útěku, nedovoleného ozbrojování, znásilnění, omezování osobní svobody, týraní svěřené osoby, ohrožení mravní výchovy mládeže, podvodu a krádeže. S vyšetřovateli nespolupracoval. Doznával se k vraždám, které se nikdy nestaly. Naopak o Krauzových prohlásil, že žijí v zahraničí, což nemohla být, vzhledem k nálezu těla Evy Krauzové, pravda. K procesu s Pilčíkem nakonec nedošlo. Dne 9. září 1951 spáchal ve své cele ve věznici Plzeň-Bory sebevraždu – oběsil se na oprátce vyrobené ze dvou kapesníků. Reportér Jaroslav Mareš tvrdí že byl ve skutečnosti ubit dozorci.

## Počet obětí
Skutečný počet obětí se nepodařilo nikdy zjistit. Je velmi pravděpodobné, že Pilčík zavraždil mnohem více osob, než se podařilo prokázat. Hledání pohřešovaných v zahraničí bylo velice komplikované a spolupráce s příbuznými ilegálních emigrantů problematická. V Pilčíkově domě bylo nalezeno velké množství osobních věcí, oblečení a zavazadel. Na zahradě byly nalezeny částečně spálené doklady. On sám tvrdil, že tyto věci dostával jako odměnu za převádění. Při útěku za hranice si však lidé právě tyto předměty nejčastěji brali s sebou. Například šperky mohly v Německu posloužit místo chybějící měny.
Pilčík zmínil, že jako další plánoval zavraždit svou manželku, manželku Emanuela Balleye, unesenou neteř Renaty Balleyové a její tetu. Pilčíkova manželka k objasnění případu také příliš nepřispěla. Nejdříve zapírala, že by o něčem věděla. Pod tíhou důkazů (lidé si všimli, že střídá neobvyklé množství oblečení) se však částečně přiznala a vypověděla, že se sama na ničem nepodílela a z manžela měla strach, proto ho neudala. Za podíl na převádění jí byl zabaven veškerý majetek a byla odsouzena k pětiletému trestu. Propuštěna byla v roce 1955 a její další osud je neznámý.

## Akce „Kámen“
Po Pilčíkově smrti se objevila informace, že byl tajným spolupracovníkem Státní bezpečnosti v rámci akce „Kámen“. Jejím cílem bylo odhalení převaděčů a lidí pokoušejících se o ilegální přechod hranic. K tomu se využívali falešní převaděči, kteří převáděli přes uměle vytvořenou hranici, aby vzbudili dojem, že se přechod podařil. Za touto falešnou hranicí byli tito lidé zadrženi falešnými americkými agenty, kteří je přivítali a provedli s nimi výslech, jehož cílem bylo zjištění totožnosti převaděčů a dalších skutečností. To, že byl Pilčík spolupracovníkem Státní bezpečnosti, bylo zpochybněno, ovšem několik důkazů této teorii nahrává. Pilčík vlastnil zvláštní povolení pro pohyb v pohraničním pásmu, které se běžným občanům nevydávalo. Jeho sebevražda byla také značně podezřelá. Údajným omylem dostal místo jednoho kapesníku dva, které mohl svázat a použít jako škrtidlo. Jako původní způsob sebevraždy bylo uvedeno omotání kapesníků kolem krku a jejich zavázání na uzel. Pitva však jednoznačně prokázala, že kapesníky nebyly uvázány okolo celého krku a působily pouze vpředu, šlo tedy o oběšení. Spolupráce se Státní bezpečností ani nejasnosti okolo jeho sebevraždy ve vazbě se však nepotvrdily.

## Zajímavosti
- Jeho hlava byla z neznámých důvodů oddělena od těla, naložena do lihu a uložena v Ústavu soudního lékařství v Plzni, odkud jí v roce 2022 získalo Muzeum Policie České republiky v Praze.[8]
- Do domu po Hubertu Pilčíkovi se nikdo nechtěl nastěhovat a lidé se dokonce báli jen okolo něj projít. Nakonec se do něj nastěhoval sám vyšetřovatel případu Jan Znamenáček.[2]
- Mučící zařízení, v němž Pilčík držel Danielu Balleyovou, je v expozici Policejního muzea v Praze.
- Pilčíkův případ byl inspirací pro epizodu Bestie seriálu 30 případů majora Zemana.[9]
- Případem byl inspirován i film Kráska a netvor 1950 z roku 2010. Zde bylo Pilčíkovo jméno změněno na Sivok a v hlavních rolích se zde objevili Klára Issová a Tomáš Töpfer.
- Případem je volně inspirována kniha Vězněná českého spisovatele Pavla Renčína.
- Případ jako detektivku s odborným komentářem pod názvem Oběti strýčka Huberta odvysílal Český rozhlas v rámci seriálu Historie českého zločinu.[2]